# 集合啦！動物森友會
《集合啦！動物森友會》是一款由任天堂企劃製作本部開發並由任天堂發行在任天堂Switch上的生活模擬遊戲。本作是动物森友会系列的第7款作品，也是系列首次繁體中文化和第二次簡體中文化。遊戲首次公布于2018年任天堂直面会，當時預計2019年發售，後來延期至2020年3月20日。
遊戲上市後獲得了極大的成功，多個評論讚譽遊戲的設計，認為《集合啦！動物森友會》成功塑造了一個活生生的世界。在日本，遊戲發售3天共售出超過188萬套。发售仅6周后游戏的全球销量已经达到1341万份，超过前作《来吧！动物森友会》累積8年的总销量。
並於2020年日本遊戲大獎中獲得年度作品部門大獎，其開發團隊獲得日本經濟產業大臣獎。

## 游戏玩法

在遊玩初期，狸克發給玩家的手機有著各式應用程式，從左上到右下分別為照相機、Nook集哩遊、我的設計、地圖、護照和緊急逃脫服務，隨著遊戲的進行會增加更多功能

《集合啦！動物森友會》是款生活模擬遊戲，玩家扮演的角色參與Nook Inc.推出的「无人岛移居计划」，打算展開全新的生活。遊戲一開始，玩家將設定角色姓名、生日及外觀，並在北半球、南半球共4座島嶼中選擇移居的島嶼，兩者在季節上會有不同的變化。到了無人島，遊戲角色狸克會讓玩家自行搭建帳篷，並要求玩家幫忙準備營火大會。活動結束後，狸克會帶著請款單要求玩家繳清活動費用，玩家能選擇「鈴錢」和「哩數」償還債務，前者透過販賣物品賺取，後者需要完成「Nook集哩遊」上的目標獲得。
在遊戲，玩家可以蒐集樹枝、石頭、罐子等材料做出許多道具，使用「方程式」可以學習更多道具的製作。這些道具都有各自的功能，例如釣竿可以釣魚，玩家可以透過道具來捕捉各式魚類、海洋生物、昆蟲和採集化石，捕獲到的物品可以選擇販賣、製作傢俱/料理、用以裝飾或是捐贈給博物館。
「Nook手機」是遊戲的重要物品，玩家能從手機上的應用程式查看、使用各項功能。點擊「照相機」會進入拍照模式，玩家將按照個人喜好，使用各種濾鏡效果及縮放功能進行拍攝，這些照片能在相簿中查看。「Nook集哩遊」相當於成就系統，只要完成任務就能獲取哩數。哩數可以兌換各種商品，例如服裝和道具。隨著遊戲的進行玩家將會成為「Nook集哩遊+」會員，會員可以解鎖更多的背包空間和刷新島嶼資源的道具。
《集合啦！動物森友會》支援多人連線模式，與鄰近主機或使用網路連線最多支援8名玩家。透過分享Joy-Con，最多支援4名玩家共同在同一台主機上遊玩。

## 發行
《集合啦！動物森友會》最早公布於2018年9月的任天堂直面会，在直面会的結尾宣布本作將於2019年登陸任天堂Switch平台，並在隔年的E3電子娛樂展上發布首支預告片。任天堂香港稍后确认本作将支持繁简中文，成为系列首次繁体中文化和第二次简体中文化。遊戲最早預計於2019年發售，但為了遊戲的品質，被推遲到2020年3月20日發售。那1次延期导致任天堂在股票市场的股價下跌，造成约10億美元的损失。
任天堂宣佈從2月8日開始接受預訂，並推出特別造型主機和便携包，由於嚴重特殊傳染性肺炎疫情的影響，特別造型主機和便携包延期至3月7日接受預訂。4月10日，因為《集合啦！動物森友會》在中國大陸屬於境外電子出版物，根据相關法规，未經批准在境内電商平台銷售屬於違規行為而被被各網路电商平台下架。

## 快樂家樂園
《集合啦！動物森友會 快樂家樂園》（簡稱“快樂家樂園”）是《集合啦！動物森友會》唯一一次付費追加下載內容，於2021年11月5日隨著2.0版更新而推出。遊戲裡的NPC巧美所在的一座群島，在裡面主要是讓玩家享受佈置的樂趣，包括室內佈置，庭院佈置等等。身為《快樂家樂園》的員工，要打造小動物們專屬的家，並領取薪水“波金”，波金是快樂家樂園群島專屬的錢幣，打造到一定進度之後可以跟原本的鈴錢互換，並且每天都有不同匯率，初期每設計一棟別墅都能推進主線劇情。遊戲的自由度很高，什麼時候想要更改之前的設計，什麼時候要來工作，一切都按照玩家的步調。

### DLC的特殊角色NPC
巧美：水獭。性別女。初登場於《动物森友会 快乐之家设计师》，是狸克的員工。在本作是負責人，負責發給玩家薪水波金，推進主線內容。
尼可：猴子。性別男。在本作初次登場。外貌可愛，個性活潑，深受許多玩家喜愛，在遊戲裡面負責開船到各個群島的工作。
納提：海牛。性別男。在本作初次登場。個性穩重，在遊戲裡面負責商品買賣。

## 評價
| 汇总媒体   | 得分   |
| ---------- | ------ |
| Metacritic | 91/100 |

| 媒体           | 得分   |
| -------------- | ------ |
| Destructoid    | 8.5/10 |
| Game Informer  | 9/10   |
| GamesRadar+    | [ 30 ] |
| IGN            | 9/10   |
| Jeuxvideo.com  | 17/20  |
| Nintendo Life  | 10/10  |
| USGamer        | 4.5/5  |
| VG247          | [ 35 ] |
| VideoGamer.com | 8/10   |
| Fami通         | 38/40  |
| 4Players       | 80%    |

媒體評價方面，Metacritic根據104份評價給予91/100分，《富比士》、Nintendo Life、VG247、《CGMagazine》等多家媒體都給出滿分評價。
評論們喜歡遊戲整體的氛圍，CNET的編輯斯科特·斯坦（Scott Stein）形容遊戲就像「舒適的毛毯」讓他感到自在。Destructoid的CJ·安德里森（CJ Andriessen）對本作感到印象深刻，和之前相比，《集合啦！動物森友會》顯得更加生動。《Fami通》的編輯們給予遊戲38分（滿分40分），提到玩家能夠和朋友們一起享受島上優美的事物，感受有如度假般的生活。《CGMagazine》的喬丹·比奧路迪（Jordan Biordi）提到夠過和村民聊天、交換禮物能讓玩家感覺自己是村子的一份子，而不單單只是完成任務而已。4Players表示遊戲雖然有些無聊，但從迷人的地圖設計、可愛的細節與定期舉辦的活動來看，在那發生的一切是多麼難以置信。
評論對《集合啦！動物森友會》擁有的自由度、豐富的自定義內容與視覺表現讚譽有加，《Game Informer》的傑夫·科克（Jeff Cork）給予9/10分，認為比起先前具有一定規模的村莊，能在荒島隨心所欲的建設更加令人興奮。IGN的塞繆爾·克萊伯恩（Samuel Claiborn）給予遊戲9/10分，本作提供的各式和自由度能夠讓玩家盡情的發揮創意與美感，從訂製工具到裝飾整座島嶼。Eurogamer的馬丁·羅賓森（Martin Robinson）提到在《集合啦！動物森友會》中，布置房間不再是件瑣事而是樂趣。
對於遊戲同步現實世界的時間，IGN的克萊伯恩反應遊戲前期的進度很慢，許多功能都要花上很長的時間解鎖（例如：博物館、橋梁等）。在遊戲中，玩家能將捕獲到的動物或物品捐贈給博物館，但由於博物館尚未開門，玩家只能將籠子、水族箱和捕蟲箱置於地上，被媒體將這種現象稱為「籠子難民」。
《集合啦！動物森友會》也因為綁定單一遊戲主機的政策受到批評。單一主機能夠創建多名角色，但他們都共享同一座島，而許多事務的興建都仰賴島民代表（第一位玩家）。CCN形容「這證明了任天堂和EA一樣邪惡」，描述和家人共用一台主機遊玩是破壞家庭的技巧。

### 销量
《集合啦！動物森友會》在商業方面表現優秀，分別於英國、瑞士、日本、台灣與韓國的周銷售排行榜獲得銷售冠軍，在日本，遊戲的實體版在3天賣出188萬套並帶動任天堂Switch和任天堂Switch Lite。截至2020年4月，本作在日本、美国、欧洲地区共售出1341万套，超过前作《来吧！动物森友会》8年間的總销售量。截至2025年5月8日，本作的全球銷量已達至4782萬套，是目前任天堂Switch上賣的第二畅销遊戲（僅次於《瑪利歐賽車8 豪華版》），亦是日本地區最暢销的任天堂Switch遊戲（1184萬套，是日本唯一突破1,000萬銷量的單一版本電子遊戲），同時打破《寶可夢 紅／綠》（另加《藍》改版合共1023萬）成為日本地區最暢銷的電子遊戲作品。

## 影响

### 网路迷因
由於本作品與《毀滅戰士：永恆》同在3月20日發售，且兩者的遊戲風格反差極大，造成互联网上出现大量的跨界同人创作，其中多以西施惠与毀滅戰士作为好朋友为主轴。

### 2019新型冠狀病毒病疫情
隨著2019新型冠狀病毒病在全球蔓延，越來越多人透過遊戲來社交。《集合啦！動物森友會》被評論員們視為最佳選擇，CNET的編輯斯坦表示自學校關門以來，他與兩個孩子都在遊玩，Business Insider的麗莎·艾迪西克相信遊玩《集合啦！動物森友會》是遠離疫情生活最好的方法，勞恩·斯特拉普（Louryn Strampe）稱「《集合啦！動物森友會》是我們現在最需要的遊戲」，尤其是不用保持安全距離還能和朋友同樂。製作人野上恒在接受採訪表示「在這艱困的時刻，希望粉絲們將這裡當成避風港並愉快的度過難關」。
新型冠狀病毒的疫情也對遊戲造成其他影響，遊戲內玩家會勤洗手，在拜訪其他島嶼實施自主隔離，口罩更成為遊戲熱門的單品。一對因為這次疫情取消婚禮的夫妻，他們的朋友在遊戲內幫他們舉行婚禮，此外也有學生在遊戲內舉辦畢業典禮。livedoor news的編輯部門嘗試利用《集合啦！動物森友會》開會，livedoor news表示玩家能用比其他通訊軟體更輕鬆的方式交流；缺點也很明顯，不能傳送檔案與遠方村民們的聲音都大大影響了開會流程。

### 社会和政治影响
《集合啦！動物森友會》成为热门游戏之后，也成为部分商家和政府部门用于进行广告和公益事业宣传的平台。中国大陸消防部门和上海消防部门都曾用游戏制作视频，宣传消防安全知识；上海市公安局还在游戏中搭建场景，宣传展示上海市人民政府應对2019冠状病毒病外来输入病例的措施。类似的宣传获得中国大陸网友的赞赏。日本东京消防厅也曾创建“防灾岛”，用以宣传防灾注意事项，而瑞典知名家具厂商IKEA在2020年8月21日发布的《IKEA2021动森型录》，更将动森与其家具产品宣传结合，形象生动。上述公益与广告宣传文案均获得外界广泛好评。
但与此相对，也有部分人利用游戏宣传政治观点，如香港有个别人士借助游戏延续反送中集会行动。4月9日，黃之鋒宣稱这款游戏是“不會因為政治發言而受到禁言的地方”，“讓我們持續抗爭的好去處”，其本人也在游戏中贴出抗议口号「光復香港，時代革命」。次日，中国大陆电商平台将在售的《集合啦！動物森友會》全线下架，具体原因则未公布。有人认为与黄之锋的言论有关。黄之锋本人随后收到中国大陆网友的死亡恐吓。中华民国行政院長苏贞昌也随后回应称台湾不会查禁这种游戏，并称“請玩家放心惡搞政府”。4月13日，虎牙直播、斗鱼直播等中国大陆直播平台开始禁止主播直播《集合啦！动物森友会》，動森分區也被即將刪除，QQ群流出了直播平台的監管僅給予三天的緩期，後來只能以「猛男撿樹枝」的暗號方式維持。中国大陆媒体《新京報》認爲下架原因是遊戲並沒有獲得中國大陸的進口遊戲版號，電商平台在中国大陆銷售未获得版号的电子出版物屬於不合法的灰色地带。不過部分外媒則認為遊戲被下架可能與部分玩家在游戏内悬挂香港反送中口號、“武漢肺炎”等令大陆不满的标语有关。
2020年11月19日，任天堂官方发布《集合啦！动物森友会》相关商业使用规则的通告，禁止将该游戏作为政治宣传的平台，包括利用该作进行选举宣传，以及进行诸如抽奖等可能直接关联金钱利益的活动等，违者将可能受到任天堂封禁账号的惩处，随后此款游戏得以重新上架中国大陆电商平台。

## 外部鏈接
- 官方网站：日本、北美、香港、臺灣
- 動物森友會 觀光局 （页面存档备份，存于） （日語）